# Данія на зимових Олімпійських іграх 1960
Данія на зимових Олімпійських іграх 1960 року, які проходили в американському місті Скво-Веллі, була представлена одним спортсменом, ковзанярем Куртом Штілле. Він же був і прапороносцем.
Жодних медалей країна на цій Олімпіаді не завоювала.

## Ковзанярський спорт
Чоловіки
| Дисципліна | Спортсмен   | Дистанція | Дистанція |
| Дисципліна | Спортсмен   | Час       | Місце     |
| ---------- | ----------- | --------- | --------- |
| 1500 м     | Курт Штілле | 2:15.8    | 13        |
| 5000 м     | Курт Штілле | 8:33.0    | 27        |
| 10,000 м   | Курт Штілле | 17:00.0   | 17        |